# Matrimonio igualitario en Mónaco
El matrimonio igualitario en Mónaco no está reconocido, sin embargo, desde el 27 de junio de 2020, las parejas del mismo sexo pueden registrar acuerdos de convivencia en el país. El 4 de diciembre de 2019, el Consejo Nacional aprobó el proyecto de ley que estableció esta figura legal, ofreciendo a las parejas del mismo sexo y del sexo opuesto derechos y beneficios limitados en las áreas de herencia y propiedad.

## Acuerdos de convivencia
El proceso legislativo que condujo al reconocimiento de las parejas del mismo sexo comenzó a principios de la década de 2010. En noviembre de 2010, una entrevista mencionó que Jean-Charles Gardetto, miembro del Consejo Nacional y abogado, estaba preparando un proyecto de ley que pretendía definir legalmente la convivencia, ya sea para parejas heterosexuales o homosexuales. El 18 de junio de 2013, el partido de oposición Unión Monégasca presentó un proyecto de ley al Parlamento para establecer acuerdos de convivencia neutros en cuanto al género. El proyecto de ley fue enviado inmediatamente a la Comisión de Derechos de la Mujer y la Familia para su consideración. En julio de 2015, el presidente de la comisión dijo que el debate sobre el proyecto de ley comenzaría a fines de 2015. Originalmente presentado como un "pacto de vida en común" (en francés: pacte de vie commune), el proyecto de ley fue enmendado para establecer un "acuerdo de convivencia" (en francés: contrat de vie commune). El relator del proyecto de ley, Jean-Louis Grinda, presentó su informe el 7 de septiembre de 2016. Señaló que la administración monegasca ya reconoce el concubinato desde 2008, y que el Tribunal Europeo de Derechos Humanos considera que el no reconocimiento de las relaciones entre personas del mismo sexo son contrarias a la Convención Europea de Derechos Humanos según Oliari y otros versus Italia. El 27 de octubre de 2016, el Consejo Nacional aprobó por unanimidad una resolución encomendando al Consejo de Gobierno la elaboración de un proyecto de ley que reconozca las uniones del mismo sexo. El 27 de abril de 2017, el Consejo respondió positivamente a la propuesta y dijo que presentaría un proyecto de ley en abril de 2018 tras las elecciones de febrero de 2018.
El proyecto de ley del acuerdo de convivencia se presentó al Consejo Nacional el 16 de abril de 2018. Según el proyecto de ley, las parejas del mismo sexo y del sexo opuesto que conviven se considerarían a la par que los hermanos para el impuesto sobre sucesiones, pero no al mismo nivel que las parejas casadas. El acuerdo, que también está abierto a hermanos y padres e hijos, también proporciona un conjunto enumerado de derechos de propiedad, seguridad social y ciudadanía, y obligaciones recíprocas. El contrat se firma ante notario y luego se deposita en un registro público.
El 4 de diciembre de 2019, el Consejo Nacional aprobó el proyecto de ley en una votación unánime de 22 a 0. La legislación fue promulgada por el príncipe Alberto II el 17 de diciembre de 2019, publicada en el diario oficial el 27 de diciembre y entró en vigor seis meses después (es decir, el 27 de junio de 2020). Varios legisladores criticaron la oposición "hipócrita" de los funcionarios católicos, en particular el arzobispo Bernard Barsi, quien había escrito a todos los diputados instándolos a votar en contra del proyecto de ley, señalando que la ley se refería únicamente a asuntos civiles y no religiosos. Muchos diputados calificaron la ley como "largamente esperada", y el presidente del Consejo Nacional, Stéphane Valeri, la calificó como "una gran noticia para todas las parejas".
El acuerdo proporciona algunos pero no todos los derechos del matrimonio. Por ejemplo, un socio extranjero no es elegible para la ciudadanía monegasca y ambos socios no pueden compartir el mismo apellido.
| Party                   | A favor | En contra | Abstenciones/ausentes |
| ----------------------- | ------- | --------- | --------------------- |
| Primo ! Priorité Monaco | 19      | -         | 2                     |
| Horizon Monaco          | 2       | -         | -                     |
| Unión Monegasca         | 1       | -         | -                     |
| Total                   | 22      | 0         | 2                     |

## Opinión pública
Según una encuesta realizada en 2007 por el partido Unión por Mónaco (UPM) antes de las elecciones municipales de 2007, el 51% de los encuestados (solo se preguntó a los habitantes nativos de Mónaco) estaban de acuerdo en que se debería aceptar vivir en una unión registrada. Siendo los monegascos una minoría en Mónaco, la encuesta no era representativa de la opinión de todo el público.